# Phyllolithodes papillosus
Phyllolithodes papillosus (лат.) — вид неполнохвостых раков из семейства крабоиды. Представители семейства внешне похожи на крабов (Brachyura), но легко отличимы от них по редуцированной пятой паре ходильных ног и асимметричному брюшку у самок. Единственный вид монотипического рода Phyllolithodes. Длина карапакса до 7,5 см. Обитают в водах восточной части Тихого океана, у берегов США (включая Аляску) и Канады. Встречаются в умеренных водах на глубине от 0 до 30 м. Донные животные. Безвредны для человека, не имеют промыслового значения. Охранный статус вида не определён.